# Pidonia sacrosancta
Pidonia sacrosancta là một loài bọ cánh cứng trong họ Cerambycidae.